# Constel·lació de l'Orada
L'Orada (Dorado) és una constel·lació austral. Aquesta constel·lació fou una de les dotze constel·lacions creades per Pieter Sirkszoon Keyser i Frederick de Houtman entre 1595 i 1597, i apareix per primer cop a l'obra Uranometria de Johann Bayer el 1603. És notable per contenir la major part del Gran Núvol de Magalhães, mentre la resta pertany a Taula.

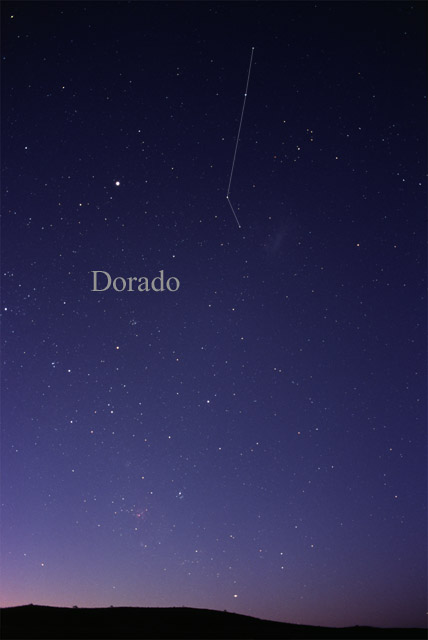

## α Doradus
L'estel més brillant de la constel·lació α Doradus no és més que de la magnitud 3,30. Es pot trobar fàcilment situada a una dotzena de graus de Canopus (α Carinae) dins una regió molt pobre en estels.
Allunyat prop de 180 anys llum, α Doradus és un estel blau del tipus espectral A0, 120 vegades més brillant que el Sol, lleugerament variable (del tipus d'α ² Canum Venaticorum), passant de la magnitud 3,26 a la magnitud 3.30 en 2,95 dies.

## γ Doradus
γ Doradus és un estel lleugerament variable, que varia alguns punts percentuals estre 4,23 i 4,27 en dos períodes successius de 17,5 i 18,1 hores. El seu comportament s'assembla a les variables de tipus δ Scuti, però la temperatura de γ Dor (7000K) és més feble per respondre al mateix mecanisme.

## Altres estels
β Doradus és una variable cefeida, que evoluciona entre les magnituds 3,46 i 4,08 en 9,8426 dies.
R Doradus és una variable semiregular, que passa de 4,8 a 6,6 en un període de 338 dies, però en llum infraroig és una de les estrelles més brillants del cel.

## Taula dels estels de Dorado
| Estel   | Magnitud aparent | Magnitud absoluta | Distància (any llum) | Tipus espectral |
| ------- | ---------------- | ----------------- | -------------------- | --------------- |
| α Dor   | 3,30             | -0,36             | 176                  | A0V:            |
| β Dor   | 3,76             | -3,76             | 1039                 | F6Ia            |
| γ Dor   | 4,26             | 2,72              | 66                   | F4III           |
| HR 2102 | 4,65             | 2,47              | 89                   | K1III/IV        |
| ζ¹ Dor  | 4,71             | 4,38              | 38                   | F7V             |
| θ Dor   | 4,81             | -1,31             | 546                  | K2III           |

Nota: els valors numèrics provenen de les dades mesurades pel satèl·lit Hipparcos

## Objectes de cel profund notables
Com que Orada conté una part del Gran Núvol de Magalhães, és molt rica en objectes de cel profund. Totes les coordenades es donen per l'època J2000.0.
- NGC 1566 (AR 04h 20m 00s Dec -56° 56,3′)[2] és una galàxia situada de cara. Dona nom al grup NGC 1566 de galàxies.
- NGC 1755 (AR 04h 55m 13s Dec -68° 12,2')[3] és un cúmul globular.
- NGC 1763 (AR 04h 56m 49s Dec -68° 24,5′)[4] és una nebulosa brillant associada a tres estel del tipus B.
- NGC 1820 (AR 05h 04m 02s Dec -67° 15,9′)[5] és un cúmul globular.
- NGC 1850 (RA 05h 08m 44s Dec -68° 45,7′)[6] és un cúmul globular.
- NGC 1854 (RA 05h 09m 19s Dec -68° 50,8′)[7] és un cúmul globular.
- NGC 1869 (AR 05h 13m 56s Dec -67° 22,8′)[8] és un cúmul obert.
- NGC 1901 (AR 05h 18m 15s Dec -68° 26,2′)[9] és un cúmul obert.
- NGC 1910 (AR 05h 18m 43s Dec -69° 13,9′)[10] és un cluster obert.
- NGC 1936 (AR 05h 22m 14s Dec -67° 58,7′)[11] és una nebulosa brillant i és un de quatre objectes NGC molt a apropats un de l'altre, els altres són NGC 1929, NGC 1934 i NGC 1935.
- NGC 1978 (AR 05h 28m 36s Dec -66° 14,0′) [[12] és un cúmul obert.
- NGC 2002 (AR 05h 30m 17s Dec -66° 53,1′)[13] és un cúmul obert.
- NGC 2027 (AR 05h 35m 00s Dec -66° 55,0′)[14] és un cúmul obert.
- NGC 2032 (AR 05h 35m 21s Dec -67° 34,1′) (Seagull Nebula)[15] és una nebulosa complexa que conté quatre objectes NGC diferents: NGC 2029, NGC 2032, NGC 2035 and NGC 2040.
- NGC 2070 (RA 05h 38m 37s Dec -69° 05,7′) més coneguda com a Nebulosa de la Taràntula.
- NGC 2164 (RA 05h 58m 53s Dec -68° 30,9′)[16] és un cúmul globular.